# 红星电视台
红星电视台（俄语：Звезда，直译为“星”），是俄罗斯的一家国营电视台，由俄罗斯联邦国防部所拥有，节目主要由俄罗斯联邦国防部中央广播电视工作室制作。

## 概况
1998年俄联邦国防部中央广播电视工作室在竞标中获胜，并于2000年7月17日获得电视牌照。2005年2月20日，红星电视台在莫斯科UHF57频道正式开播，节目以宣扬爱国主义、俄罗斯民族主义为主，包括新闻、时事分析及俄罗斯电影。起初该台只在晚间播出，2005年5月16日播出时间扩展至白天。2006年，红星电视台开始向俄罗斯全国播出。2007年，红星电视台开始在俄罗斯卫星电视平台NTV+播出，观众数量也随之大幅增加。
2015年9月1日，红星电视台的数字版本画面比例改为16:9。

## 国际制裁
2022年10月17日，加拿大对红星电视台在俄罗斯入侵乌克兰期间“传播俄罗斯虚假信息和宣传”而列入加拿大制裁名单。